# Lishi (häradshuvudort i Kina, Shanxi Sheng, Lüliang, lat 37,52, long 111,13)
Lishi är en häradshuvudort i Kina. Den ligger i prefekturen Lüliang och provinsen Shanxi, i den norra delen av landet, omkring 130 kilometer väster om provinshuvudstaden Taiyuan. Antalet invånare är 320 142. Befolkningen består av 158 024 kvinnor och 162 118 män. Barn under 15 år utgör 20,0 %, vuxna 15-64 år 74 %, och äldre över 65 år 4,0 %.
Runt Lishi är det ganska tätbefolkat, med 96 invånare per kvadratkilometer. Det finns inga andra samhällen i närheten. Trakten runt Lishi består i huvudsak av gräsmarker.
Genomsnittlig årsnederbörd är 718 millimeter. Den regnigaste månaden är juli, med i genomsnitt 246 mm nederbörd, och den torraste är december, med 3 mm nederbörd.